# Österreichische Bärenklau
Die Österreichische Bärenklau (Heracleum austriacum), auch Österreicher Bärenklau genannt, ist eine Pflanzenart aus der Gattung Bärenklau (Heracleum) innerhalb der Familie der Doldenblütler (Apiaceae). Sie gedeiht in Gebirgen.

## Beschreibung

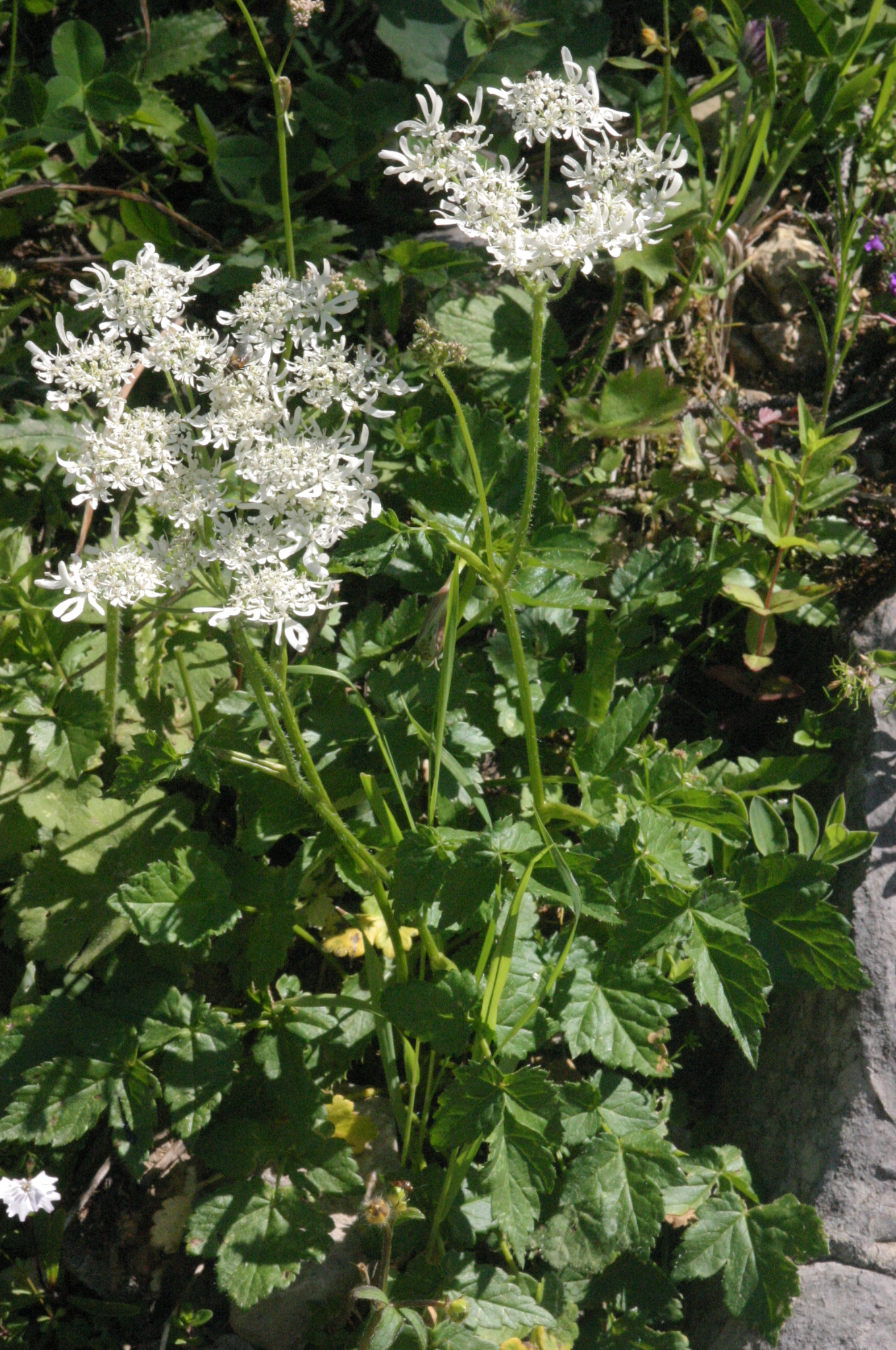
Habitus, Laubblätter und Blütenstände

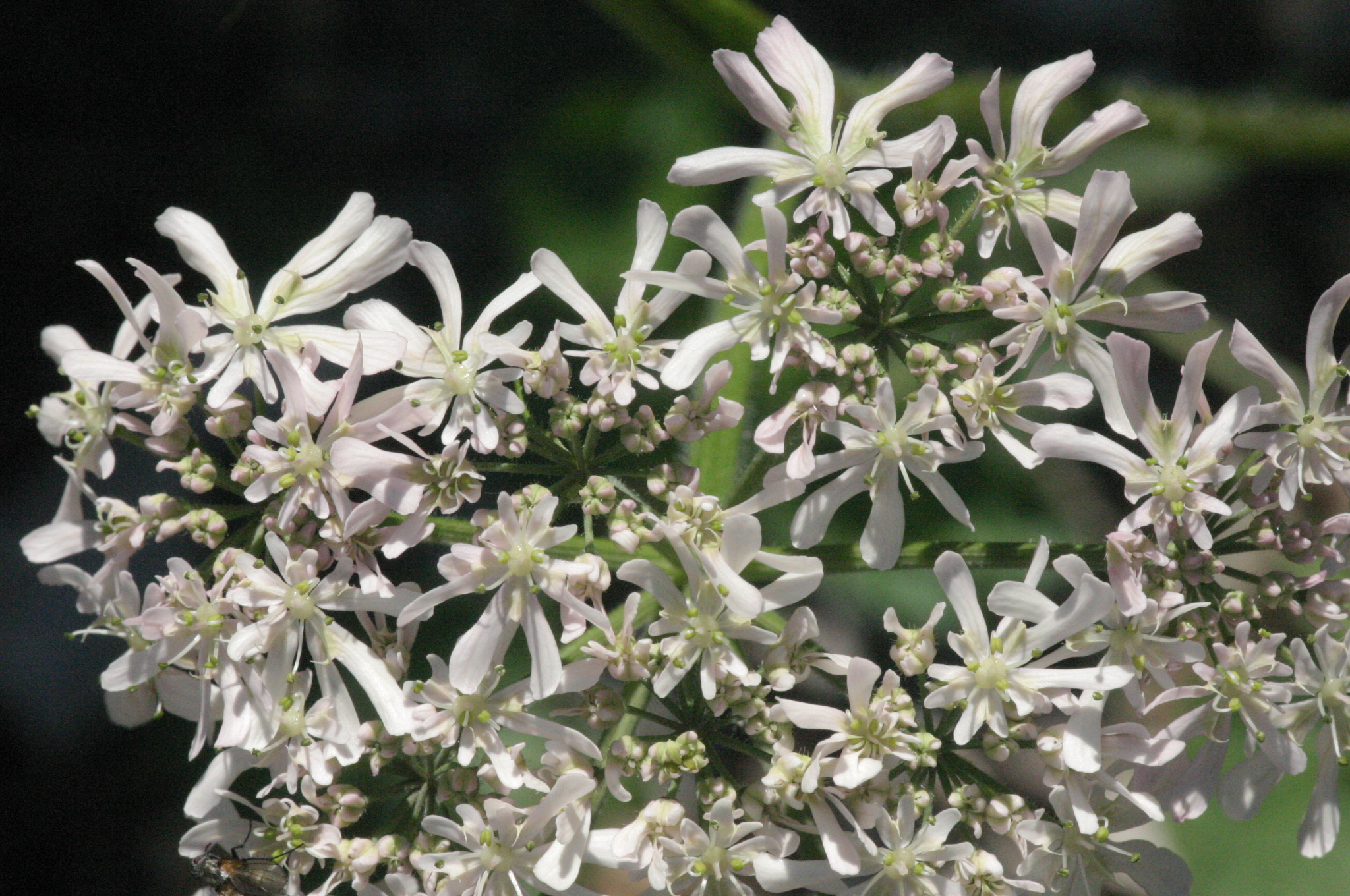
Ausschnitt eines Blütenstandes mit Döldchen und vergrößerten Kronblättern an deren Rand

### Vegetative Merkmale
Die Österreichische Bärenklau wächst als ausdauernde krautige Pflanze und erreicht Wuchshöhen von 10 bis 50 Zentimeter, selten bis zu 90 Zentimeter. Der aufrechte Stängel hat am Grund einen Durchmesser von nur 3 bis 4 Millimeter ist schwach gefurcht und ist, kahl oder im oberen Teil rau behaart.
Die wechselständig am Stängel angeordneten Laubblätter sind meist in Blattscheide, -stiel und -spreite gegliedert. Die Blattspreite ist fünf- bis siebenzählig gefiedert und auf beiden Seiten rau behaart oder selten kahl. Die seitlichen Fiedern sind eiförmig bis ei-lanzettlich und am Rand gekerbt bis gesägt. Die Endabschnitte der Stängelblätter sind oft größer als die seitlichen und oft dreilappig und am Grund herzförmig oder gerundet bis keilförmig. Die grundständigen Laubblätter sind gestielt; ihre Blattspreite ist 3 bis 10, selten bis 17 Zentimeter lang und 3,5 bis 10, selten bis 17 Zentimeter breit. Die Stängelblätter sind mit kurzen und nur schwach bauchigen Blattscheiden kurz gestielt oder sitzend. Die mittleren Stängelblätter sind viel kleiner als die unteren; die obersten sind zu einem kleinen Blattabschnitt verkümmert.

### Generative Merkmale
Die Blütezeit reicht von Juli und August. Jeder Blütenstängel trägt nur 1 bis 3 Doppeldolden. Der doppeldoldige Blütenstand weist einen Durchmesser von maximal 10 Zentimetern auf. Er besteht aus etwa 13 bis 15 Strahlen, die bis 5 Zentimeter lang sind. Eine Hülle fehlt oder besteht aus nur wenigen Blättchen; die Hüllchenblätter dagegen sind zahlreich und fast fäflich-borstig. Die Kelchzähne sind dreekig-lanzettlich. Die Blüten sind weiß oder leicht rosafarben. Auffallend ist, dass die nach außen gerichteten Blütenhüllblätter stark vergrößert sind (etwa wie beim Strahlen-Breitsame (Orlaya grandiflora)). Sie können bis zu einem Zentimeter lang werden. Die 2 Griffel sind aufrecht-abstehend und 2 bis 2,5 Millimeter lang. Die Frucht ist flach, breit verkehrt eiförmig, etwa 6 bis 11 Millimeter lang und breit geflügelt. Der Flügelrand ist etwa 0,5 Millimeter breit.
Die Chromosomenzahl beträgt 2n = 22 für beide Unterarten.

## Vorkommen
Es gibt Fundortangaben für Deutschland, Österreich, die Schweiz, Italien und Slowenien. Es handelt sich um ein ostalpines Florenelement. In Österreich ist die Österreichische Bärenklau häufig bis selten. 
Besonders bemerkenswert ist die Verbreitung in der Schweiz, wo diese Art nur in der Gegend des Napf im Emmental vorkommt und somit um hunderte Kilometer von der nächsten Population getrennt wächst. Sie wächst hier in Höhenlagen von 1250 bis 1400 Metern.
In Deutschland ist sie vor allem in den Salzburger Alpen nicht selten und kommt hier in Höhenlagen von 1150 bis 2110 Meter vor.
Man findet den Österreichischen Bärenklau vornehmlich in der subalpinen Vegetationszone. Dort wächst sie in Rost-Seggerasen (Caricetum ferrugineae), Gras- und Hochstaudenfluren sowie lichten Gebüschen auf kalkhaltigen, frischen und humosen Steinschuttböden.
Die ökologischen Zeigerwerte nach Landolt et al. 2010 sind in der Schweiz: Feuchtezahl F = 3+ (feucht), Lichtzahl L = 3 (halbschattig), Reaktionszahl R = 4 (neutral bis basisch), Temperaturzahl T = 2+ (unter-subalpin und ober-montan), Nährstoffzahl N = 3 (mäßig nährstoffarm bis mäßig nährstoffreich), Kontinentalitätszahl K = 2 (subozeanisch).

## Systematik

### Taxonomie
Die Erstveröffentlichung von Heracleum austriacum erfolgte 1753 durch Carl von Linné in Species Plantarum, Tomus I, Seite 249.

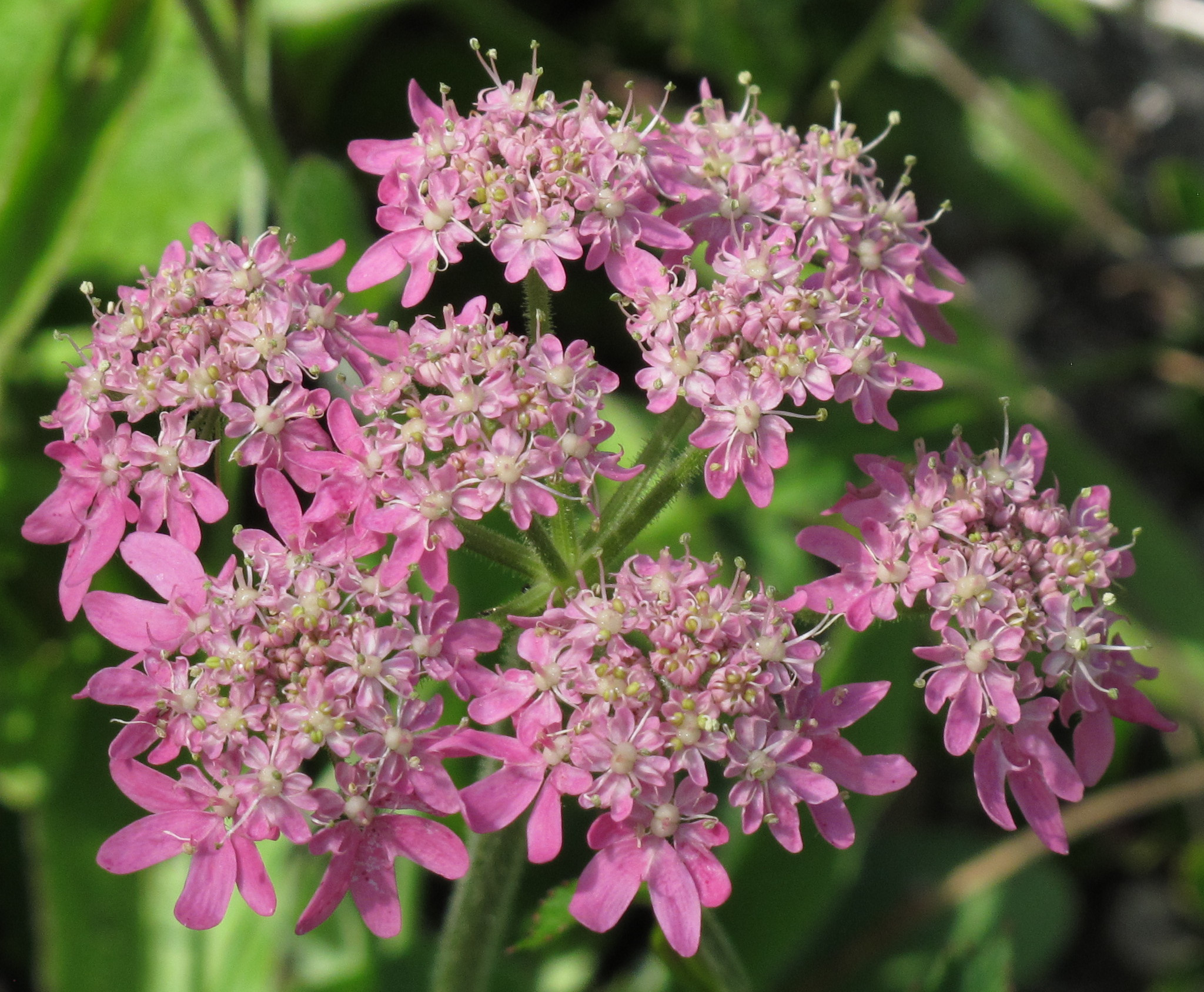
Blütenstand der Roten Österreich-Bärenklau (Heracleum austriacum subsp. siifolium)

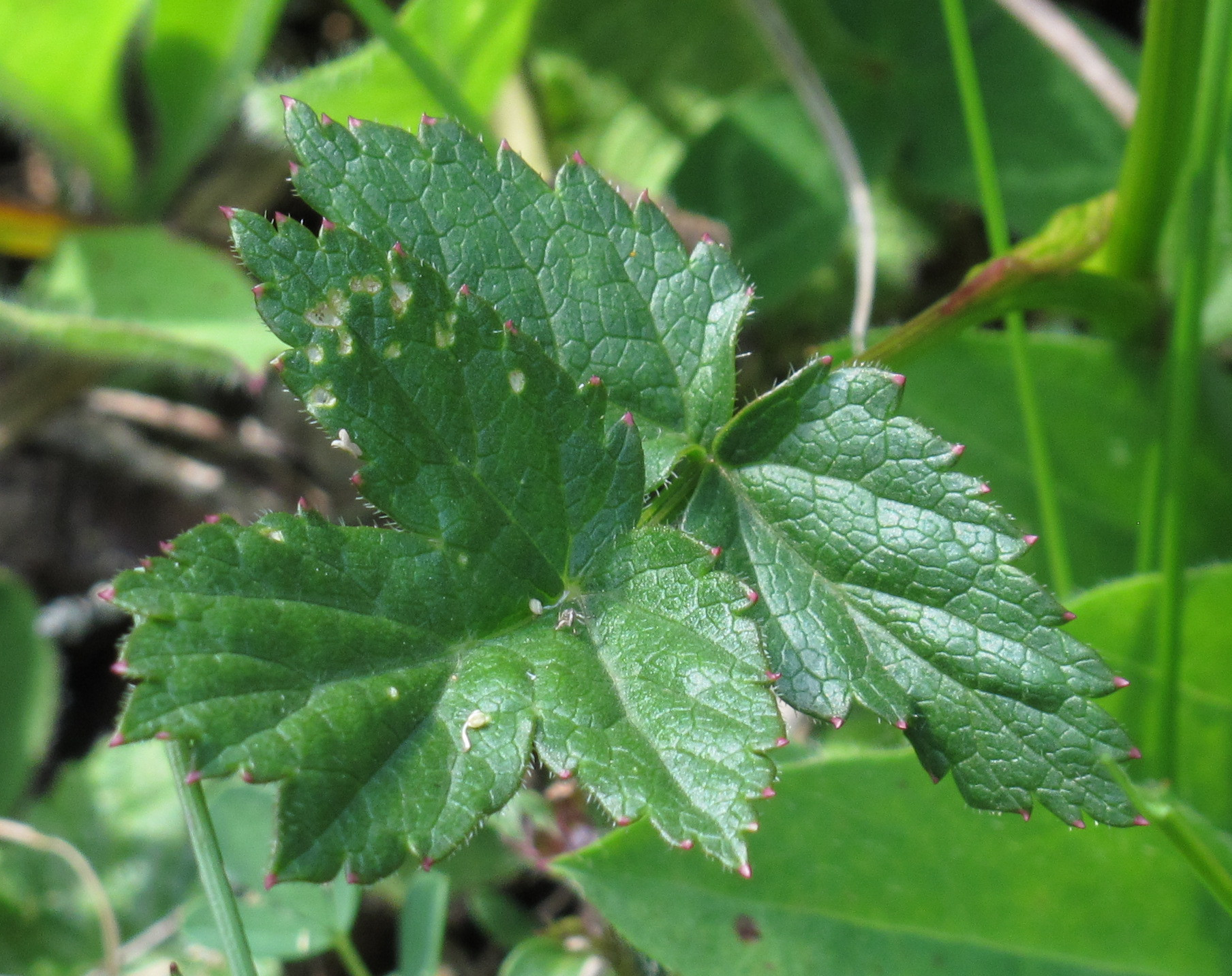
Laubblatt von Heracleum austriacum subsp. siifolium

### Unterarten
In der Exkursionsflora für Österreich werden 2005 zwei Unterarten aufgelistet:
- Weiße Österreich-Bärenklau (Heracleum austriacum L. subsp. austriacum) hat weiße Kronblätter. Die äußeren, stark geförderten Kronblätter sind 5 bis 8 Millimeter lang. Die beiden Zipfel sind je 1 bis 2 Millimeter breit. Der Blütenstand hat 7 bis 13 Doldenstrahlen. Sie kommt in der hochmontanen bis subalpinen Höhenstufe besonders der Nördlichen Kalkalpen vor: Niederösterreich, Steiermark, Oberösterreich, Salzburg, östlichstes Nordtirol, in Bayern im Königssee-Gebiet und in der Schweiz[2].[6]
- Rote Österreich-Bärenklau, oder Merk-Bärenklau (Heracleum austriacum subsp. siifolium (Scop.) Nyman): Sie hat rosafarbene oder rote Kronblätter. Die äußeren Kronblätter sind 6 bis 10 Millimeter lang. Die beiden Zipfel sind 1,8 bis 3,5 Millimeter breit. Diese Unterart hat sechs bis zehn Doldenstrahlen. Sie ist ein Endemit der Südostalpen und kommt nur in Südkärnten (besonders Karawanken) sowie in Nordslowenien und im nordöstlichen Italien vor.[6]